# Colnago
Colnago, é uma empresa fabricante de bicicletas de corridas fundada por Ernesto Colnago em 1952 em Cambiago perto de Milão, Itália.

## História

### Os Inícios

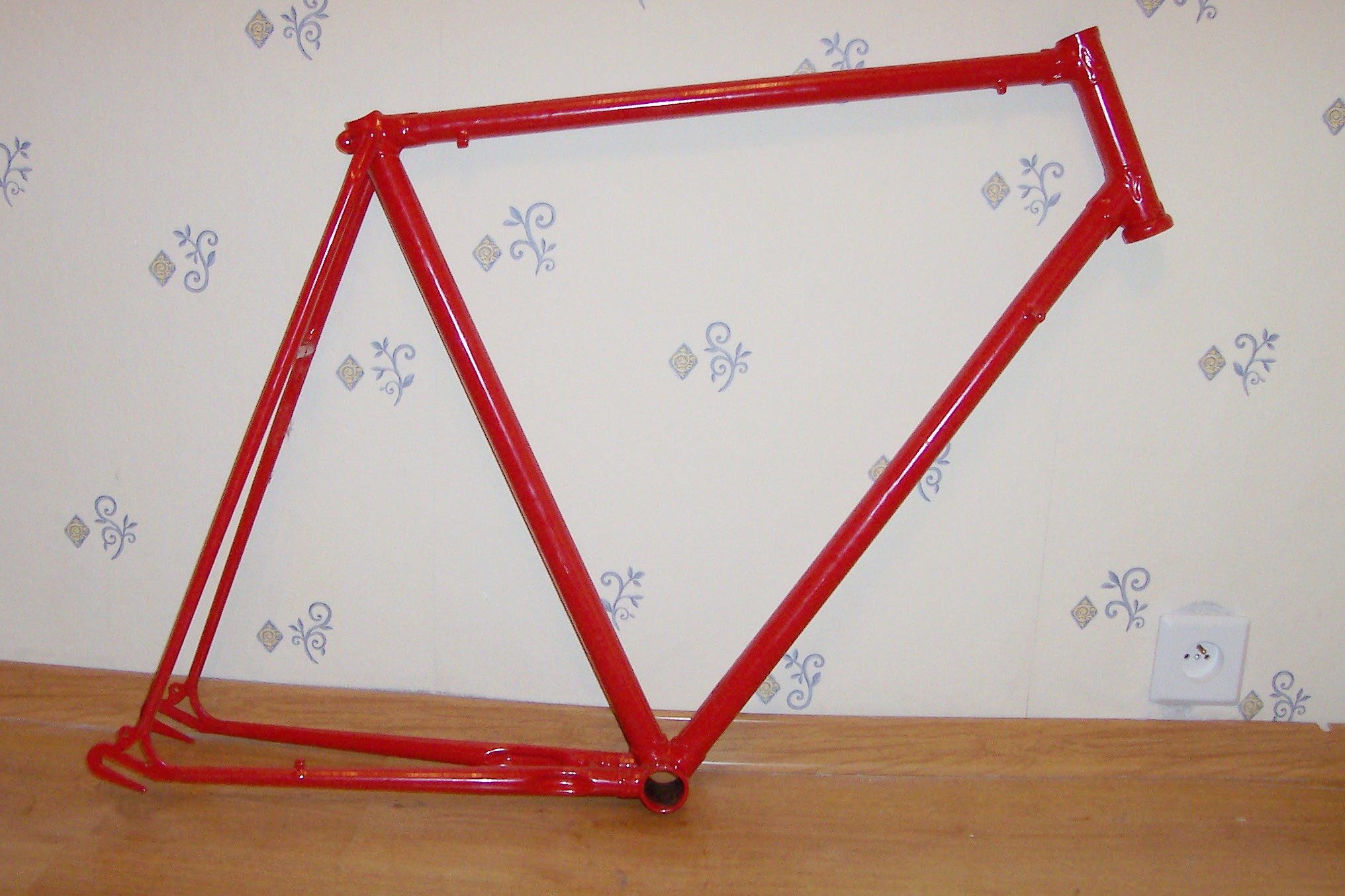
Quadro Colnago fabricado em aço

Filho de agricultores e nascido em 1932, Ernesto Colnago começou a trabalhar em 1945 no mundo das bicicletas, sendo assistente de solda em Glória, um fabricante de bicicletas com sede em Milão. Pouco depois começou a correr em bicicleta, mas um acidente 1951 onde se fracturou uma perna pôs fim a sua carreira desportiva.
Em 1952 abriu sua própria oficina em sua cidade natal e em 1954 construiu sua primeiro bicicleta. Nesse mesmo ano conheceu ao ciclista Fiorenzo Magni quem corria na equipa Nivea e Colnago foi contratado como mecânico suplente nessa equipa italiana. O primeiro logo utilizado por Colnago foi um águia com uma seta entre suas garras, inspirado num titular de um jornal onde se destacou que as bicicletas de Colnago eram rápidas como uma seta.

### Triunfos no Giro
No 1955, Magni ganhou o Giro d'Italia correndo com uma bicicleta fabricada por Colnago e dois anos depois, em 1957, foi Gastone Nencini quem ganhou o Giro, com um quadro de geometria especial, fabricado para ele por Colnago.
Depois de 8 anos de trabalhar juntos, em 1962 Colnago deixou a Fiorenzo Magni e uniu-se à equipa Molteni como mecânico, ajudando a Gianni Motta a ganhar o Giro de 1966. A sua vez, Colnago foi designado mecânico da selecção italiana, cargo que exerceu desde 1964 a 1973.

### Novo logo
Em 1970, depois da vitória de Michelle Dancelli na Milão-Sanremo, Colnago decidiu mudar o logo do águia e seta pelo as de tribos (♣). Dito mudança foi porque o novo emblema comemorava o florescimento das flores em primavera em San Remo e ademais significava a ambição de Ernesto Colnago de ser um «as do ciclismo».

### Merckx e o recorde da hora

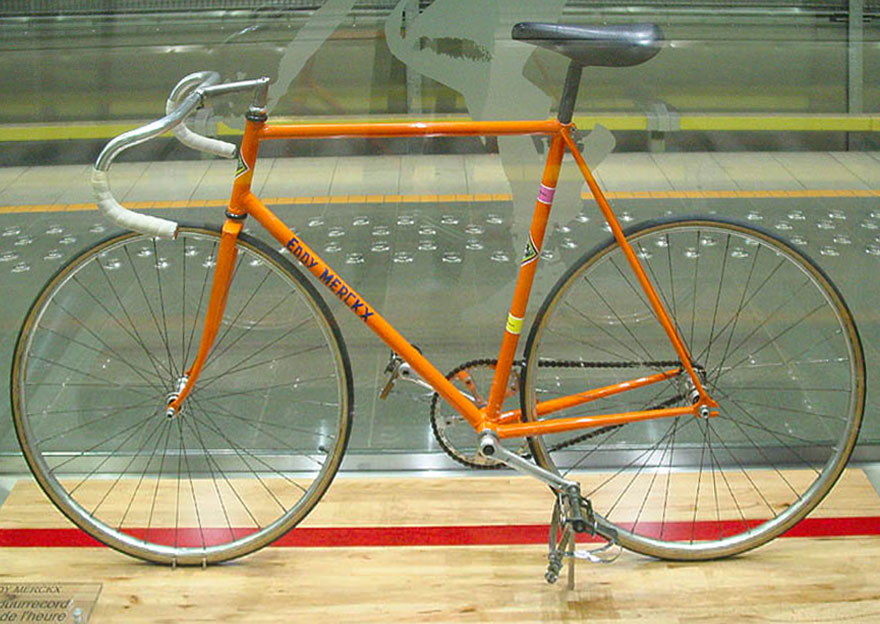
Bicicleta Colnago com a que Eddy Merckx bateu o recorde da hora em 1972.

Em 1971 chegou à equipa Molteni Eddy Merckx e Ernesto Colnago deu início à personalização de bicicletas ao colocar o nome do belga no cano inferior do quadro. Ao ano seguinte construiu-lhe uma bicicleta de pista especial com canos de menor espessura que o normal, aste de titanio e um peso de pouco mais de 5,5 kg, com a qual Merckx bateu em recorde da hora no velódromo de Cidade do México.

### Início como patrocinador
A partir de 1974 começou como patrocinador de equipas. Deixou ao Molteni e uniu-se ao SCIC em cujos coletes estavam o logo e a marca Colnago.

### Colnago e Ferrari
Em 1986 Ernesto Colnago chegou a um acordo com Enzo Ferrari para trabalhar conjuntamente no desenho de bicicletas. Dessa colaboração surgiu em 1987 um protótipo da primeira bicicleta Colnago de carbono, um modelo com travões hidráulicos, mudança integrada no eixo pedaleiro, rodas de carbono e a característica forquilha recta. Ainda que o modelo não era comercializáveis, as inovações que foram incorporadas ao quadro sentaram as bases das futuras bicicletas de fibra de carbono de Colnago.

### Década do 90
Durante a década do 90, Colnago uniu-se a equipas como Ariostea, Lampre, Rabobank e sobretudo a partir de 1994, ao Mapei. Com bicicletas Colnago o Mapei ganhou várias concorrências Paris-Roubaix, Seta Valona, Liège-Bastogne-Liège.
As primeiras tentativas de Colnago em quadros de fibra de carbono não tiveram sucesso comercial, mas as lições aprendidas se plasmaron em seus quadros emblemáticos, como a Colnago C-40 (1994) e seu sucessor, a C-50 (2004), telefonemas respectivamente pelos 40 e 50 anos da empresa.

## Patrocinador
Estes são alguns das equipas que têm utilizado bicicletas Colnago desde que o Molteni as utilizasse pela primeira vez em 1968:
- 1968 - 1973 Molteni
- 1969 - 1978 SCIC
- 1975-1976 Zonca-Santini
- 1975 - 1979 Kas Campagnolo
- 1977 Ijsboerke-Colnago
- 1977 Kanel-Colnago
- 1978 Mecap-Selle Italia
- 1978 - 1979 Miniflat-ys-vdb-Colnago
- 1978 Intercontinentale
- 1979 Sapa
- 1979 Inoxpran
- 1979 Lano-Boul d'Or
- 1980 Boule d'Or Colnago Studio Casa
- 1980 Gis Gelati
- 1980 - 1981 Sunair Sport 80 Colnago
- 1980 Splendor
- 1981 Gis Campagnolo
- 1981 - 1983 Boule d'Or Colnago Studio Casa
- 1982 - 1988 Del Tongo Colnago
- 1984 Kwantum Colnago
- 1984 Safir Colnago
- 1985 Kwantum Hallen
- 1985 Safir van den Ven Colnago
- 1985 Tonissteiner Saxon
- 1986 Kwantum Sport Shop
- 1986 Miko Tonissteiner Fevrier
- 1986 Roland van den Ven Colnago
- 1987 - 1988 Roland Colnago
- 1987 Superconfex Kwantum Colnago
- 1988 - 1989 Superconfex
- 1988 Panasonic Isostar
- 1989 Panasonic
- 1989 Malvor Sidi Colnago
- 1989 - 1990 Alfalum
- 1990 - 1992 Buckler
- 1990 La William
- 1990 Diana Colnago
- 1990 Clas
- 1991 - 1993 Clas Cajatur
- 1991 - 1993 Ariostea
- 1991 Colnago Lampre Sopran
- 1992 Lampre Colnago Animex
- 1993 - 1994 Word Perfect
- 1993 Lampre Polti
- 1993 - 1999 Tonissteiner Colnago Saxon
- 1994 - 1995 Lampre Panaria
- 1994 Mapei Class
- 1994 Novell Software
- 1995 - 1997 Mapei GB
- 1996 Panaria Vinavil
- 1996 - 2008 Rabobank
- 1996 - 1997 Casino
- 1998 Mapei Bricobi
- 1999 - 2002 Mapei Quick.Step
- 1999 Lampre Daikin
- 2001 Coast
- 2001 - 2006 Landbouwkrediet Colnago
- 2001 - 2007 Navigators
- 2005 - 2007 Panaria Navigare
- 2005 Domina Vacanze
- 2005 Action
- 2005 Skil Shimano
- 2005 - 2008 Milram
- 2007 - 2008 Tinkoff
- 2007 - 2010 Landbouwkrediet-Tonissteiner
- 2010 BBox-Bouyoges Telecom
- 2010 Team Type 1
- 2010 Colnago-CSF Inox
- 2010 Pendragon-Colnago
- 2011 Team Europcar
- 2012 Colnago-CSF Bardiani
- 2015-presente Gazprom–RusVelo
- 2017-presente UAE Team Emirates